# グミ (植物)

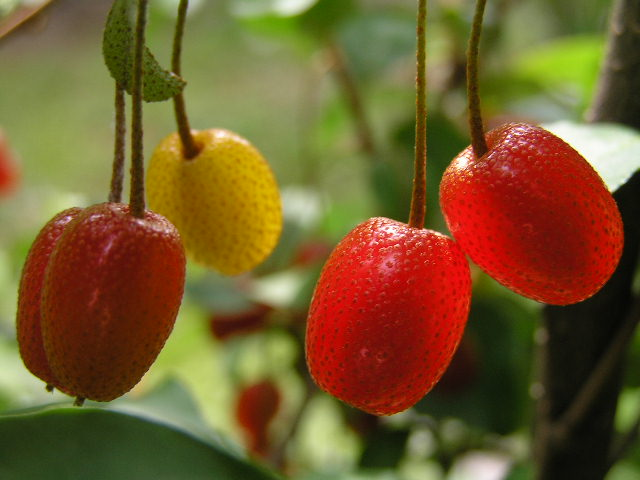
グミの実

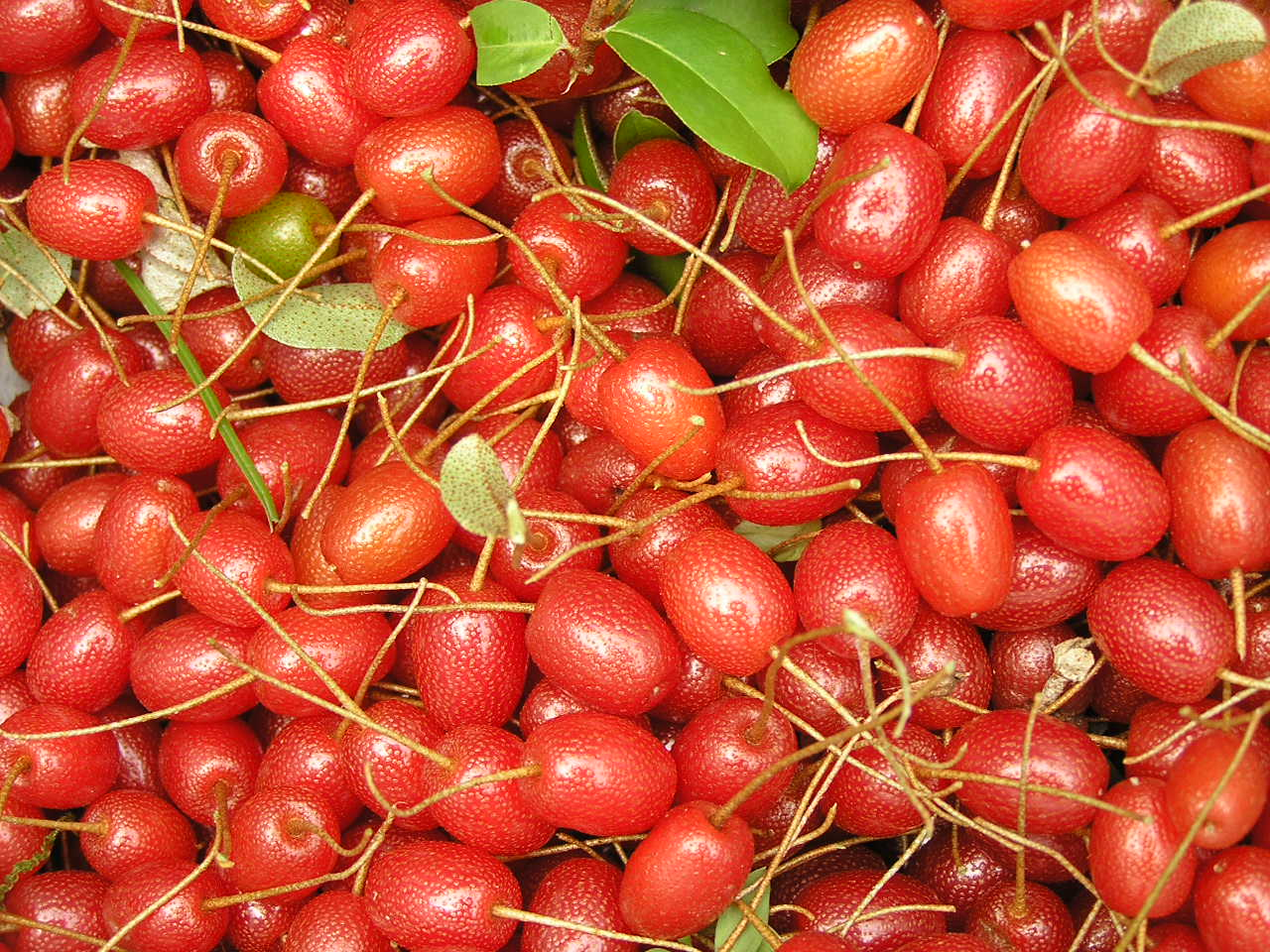
グミの実、6月の収穫

グミ（胡頽子）はグミ科グミ属（学名：Elaeagnus）の植物の総称で、果実は食用になる。
なお、グミは大和言葉であり、菓子のグミ（ドイツ語でゴムを意味する"Gummi"から）とは無関係である。

## 概要
常緑または落葉の低木でつる性のものもある。また常緑性種は耐陰性があるが耐寒性は弱く、落葉樹性は強い。葉は互生し、葉や茎には毛が多い。また茎にはとげがある。花は両性または単性、がくは黄色で筒状、先が4裂し、雄蕊が4本つく。花弁はない。挿し木、取り木、接ぎ木などで簡単に増やせる。
虫媒花である。
前年枝の節から伸びた新梢に開花結実する。開花後、萼筒の基部が果実を包んで肥厚し核果様になる。果実は楕円形で赤く熟し、渋みと酸味、かすかな甘味があって食べられる。形はサクランボに似る。リコピンを多く含むが、種によってはタンニンを含むため、渋みが強いことがある。ときおり虫が入っていることもあるので注意が必要である。
根にフランキア属の放線菌が共生し窒素固定を行うので、海岸などのやせた土地にも育つ。
方言名に「グイミ」がある。グイはとげのこと、ミは実のことをさし、これが縮まってグミとなったといわれる。その他に中国地方ではビービー、ブイブイ、ゴブなどとも呼ばれている。

## 分布
ユーラシアから東南アジアにかけて50から70種ほどが現存し、E. trifloraだけがオーストラリアにまで分布している。ギンヨウグミ（E. commutata）は北アメリカ唯一の固有種である。日本にはナツグミ（E. multiflora）、アキグミ（Elaeagnus umbellata）、ナワシログミ（E. pungens）、ツルグミ（E. glabra）など十数種がある。商業的にはあまり利用されないが庭などに栽培される。